# Курбанов, Уткир
Уткир Курбанов (узб. O'tkir Qurbonov; род. 3 февраля 1983 года, Джаркурганский район, Сурхандарьинская область, Узбекистан) — узбекский дзюдоист, выступающий в весовой категории до 100 кг, член сборной Узбекистана, мастер спорта Республики Узбекистан международного класса. Участник летних Олимпийских игр 2008 года, призёр Чемпионата Азии по дзюдо и Азиатских игр, победитель Всемирных военных игр, призёр этапа Гран-при по дзюдо, призёр и победитель Кубка мира по дзюдо.

## Карьера
В 2006 году на Летних Азиатских играх в Доха (Катар) в весовой категории до 100 кг в четвертьфинале уступил казахскому дзюдоисту Асхату Житкееву. В утешительном раунде сначала одержал победу над тайцем Понгпитсану Пратепвадтананон, затем победил представителя Монголии Ценд-Аюушиин Очирбат, а в поединке за бронзовую медаль одержал победу над Мохаммед Али Айяд из Катара.
В 2007 году на Летних Всемирных военных играх в Хайдарабаде (Индия) в весовой категории до 100 кг завоевал золотую медаль, победив в финале Золтана Палковача из Словакии. На Чемпионате Азии по дзюдо в Кувейте завоевал бронзовую медаль.
В 2008 году на Чемпионате Азии по дзюдо в Чеджу (Южная Корея) в весовой категории до 100 кг завоевал бронзовую медаль. На Летних Олимпийских играх в Пекине (Китай) в весовой категории до 100 кг в первом раунде встретился с румынским дзюдоистом Даниэлем Брата, но не смог его победить.
В 2010 году на Летних Азиатских играх в Гуанчжоу (Китай) в абсолютной весовой категории завоевал бронзовую медаль, одержав победу над казахским дзюдоистом Уланом Рыскулом. На этапе Гран-при по дзюдо в Абу-Даби (ОАЭ) завоевал серебряную медаль. На Кубке мира по дзюдо в Алма-Ате (Казахстан) также завоевал серебро, а в 2011 году завоевал золотую медаль.
В 2012 году на Кубке мира по дзюдо в Ташкенте в весовой категории до 100 кг в финале проиграл японскому дзюдоисту Даисуке Кабаяши и завоевал серебряную медаль.